# Hieronymus von Dieskau

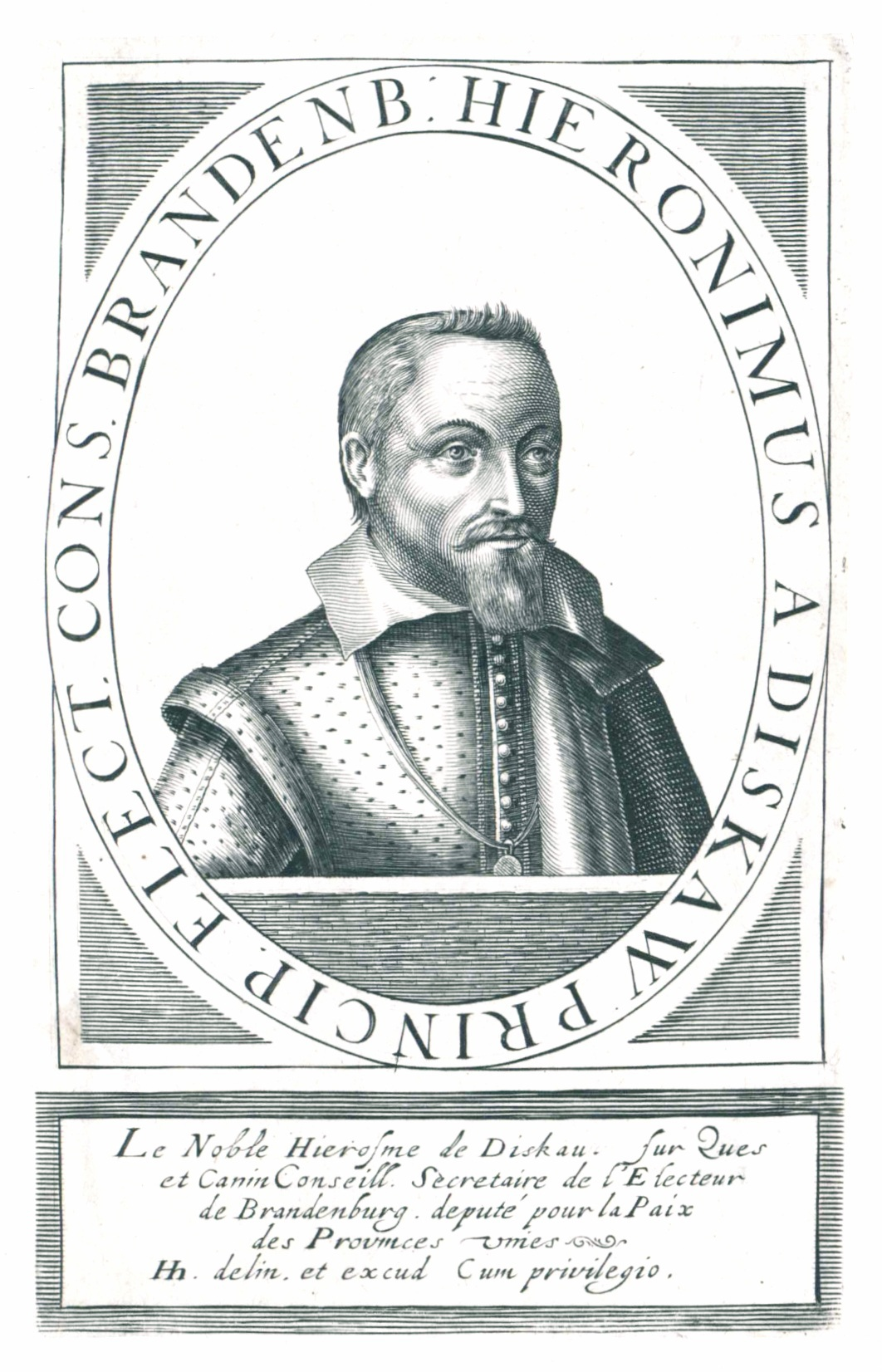
Hieronymus von Dieskau (1565–1625), Porträt von Hendrik Hondius um 1608

Hieronymus von Dieskau (* 1565; † 12. Juli 1625 in Berlin) war ein kurbrandenburgischer Geheimer Hofrat und Gesandter.

## Leben
Hieronymus war Angehöriger des sächsischen Adelsgeschlechts von Dieskau. Seine Eltern sollen nach Ersch und Gruber der magdeburgische Rat Hieronymus von Dieskau (1501–1567) und Christina Pflug aus dem Hause Knauthain († 1595) gewesen sein. Sie weisen dem Vater jedoch die Lebensdaten 1537 bis 26. Mai 1636 zu. Ein am 26. Mai 1636 verstorbener Hieronymus von Dieskau war aber nach Dreyhaupt 1573 geboren, ein Enkel der zuvor genannten Eheleute, auf Lochau begütert und Pfänner in Halle gewesen. Ob dieser wiederum derselbe Hieronymus von Dieskau war, welcher im Dom zu Halle begraben liegt, jedoch bereits am 20. Mai 1636 verstarb und errechnet 1574 geboren sein sollte, bleibt unklar.
Otto von Dieskau (seit 1591 auf Knauthain) war sein Bruder.
Hieronymus, der auch nach Dreyhaupt die bei Ersch und Gruber genannten Eltern hatte, vermählte sich mit Anna Pflug, Tochter des Stiftshauptmanns zu Quedlinburg und Erbherrn auf Kottwitz, Hieronymus Pflug († 1586). Aus der Ehe sind sechs Kinder hervorgegangen, wovon die Söhne Hans († 1680), Hauptmann auf Giebichenstein und Hieronymus auf Queis und Benndorf (1591–1641) die Stammlinie fortsetzten.
Er war Erbherr auf Dieskau, Canena, Benndorf und Queis. 1595 kaufte er zusätzlich das Rittergut Klepzig von Heinrich von Bissing hinzu. Die Errichtung von Schloss Dieskau, die sein Vater begonnen hatte, brachte er zu Ende, veranlasste noch 1622 den teilweisen Um- und Neubau.
Als kurbrandenburgischer Geheimer Rat wurde er von Kurfürst Joachim Friedrich von Brandenburg (1546–1608) in den 1604 neu geschaffenen und zunächst aus neun Räten bestehenden Staatsrat aufgenommen. Er diente als solcher aber auch noch unter den Nachfolgern Johann Sigismund von Brandenburg (1572–1619) und Georg Wilhelm von Brandenburg (1595–1640). Wegen seiner Herkunft aus dem Kurfürstentum Sachsen, der ebendort gelegenen Güter und der damit verbundenen Vasallenschaft, wurde er von allen Angelegenheiten und Gesandtschaften, die sich gegen das in Kursachsen regierende Haus Wettin wandten, ausgenommen. 1608 war er nach Den Haag entsandt, wo er mit Gesandten der Kurpfalz sowie des dänischen und des schwedischen Königreichs zusammentraf.